# Vena ilíaca externa
En anatomía humana la vena iliaca externa es un tronco venoso que transporta sangre procedente del miembro inferior. Tiene su inicio en la región inguinal, donde es la continuación de la vena femoral, termina delante de la articulación sacro-ilíaca, donde se une con la vena ilíaca interna para formar la vena ilíaca común.